# Patrick Demarchelier

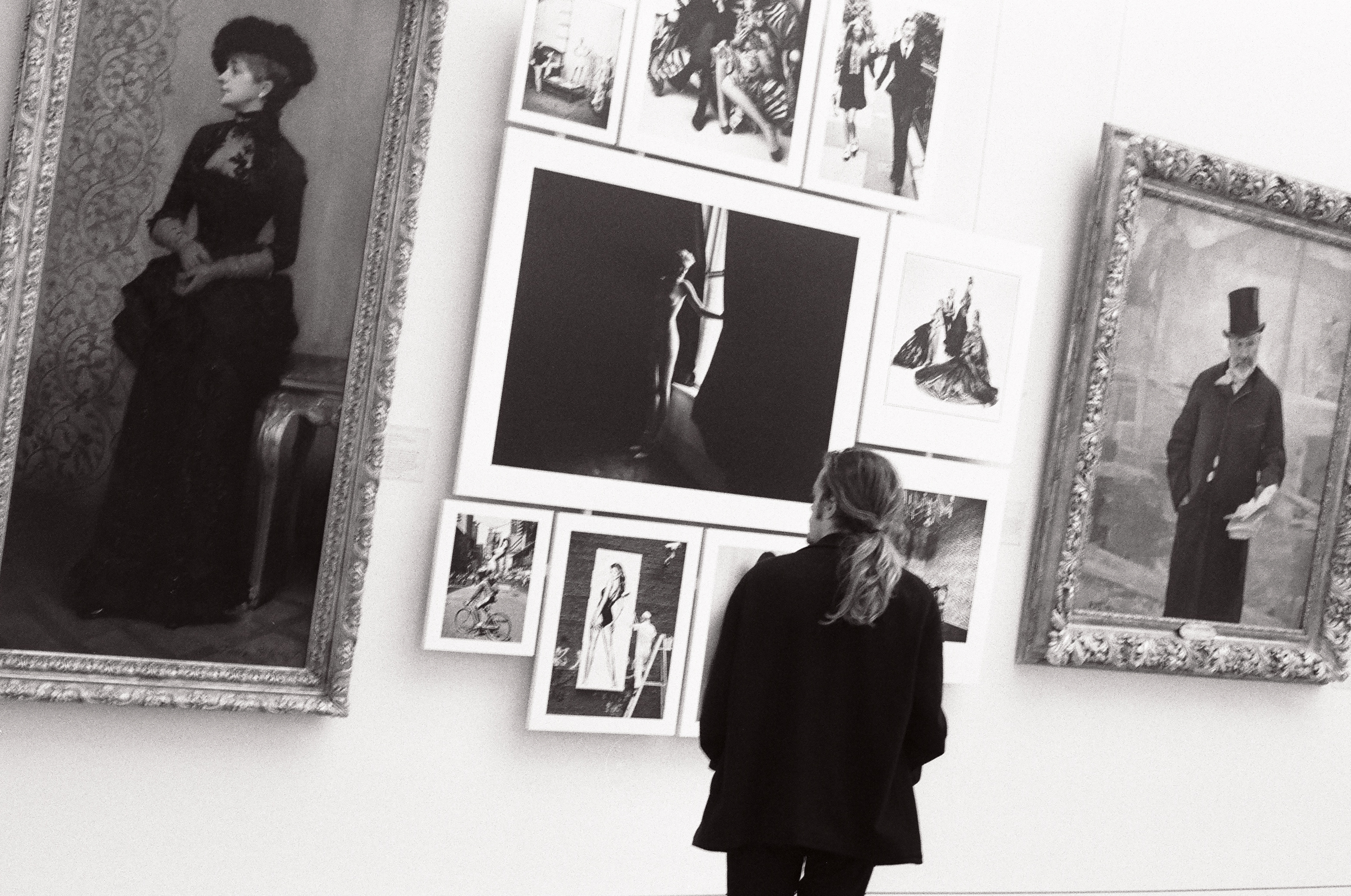
Demarcheliova výstava fotografií v Paříži

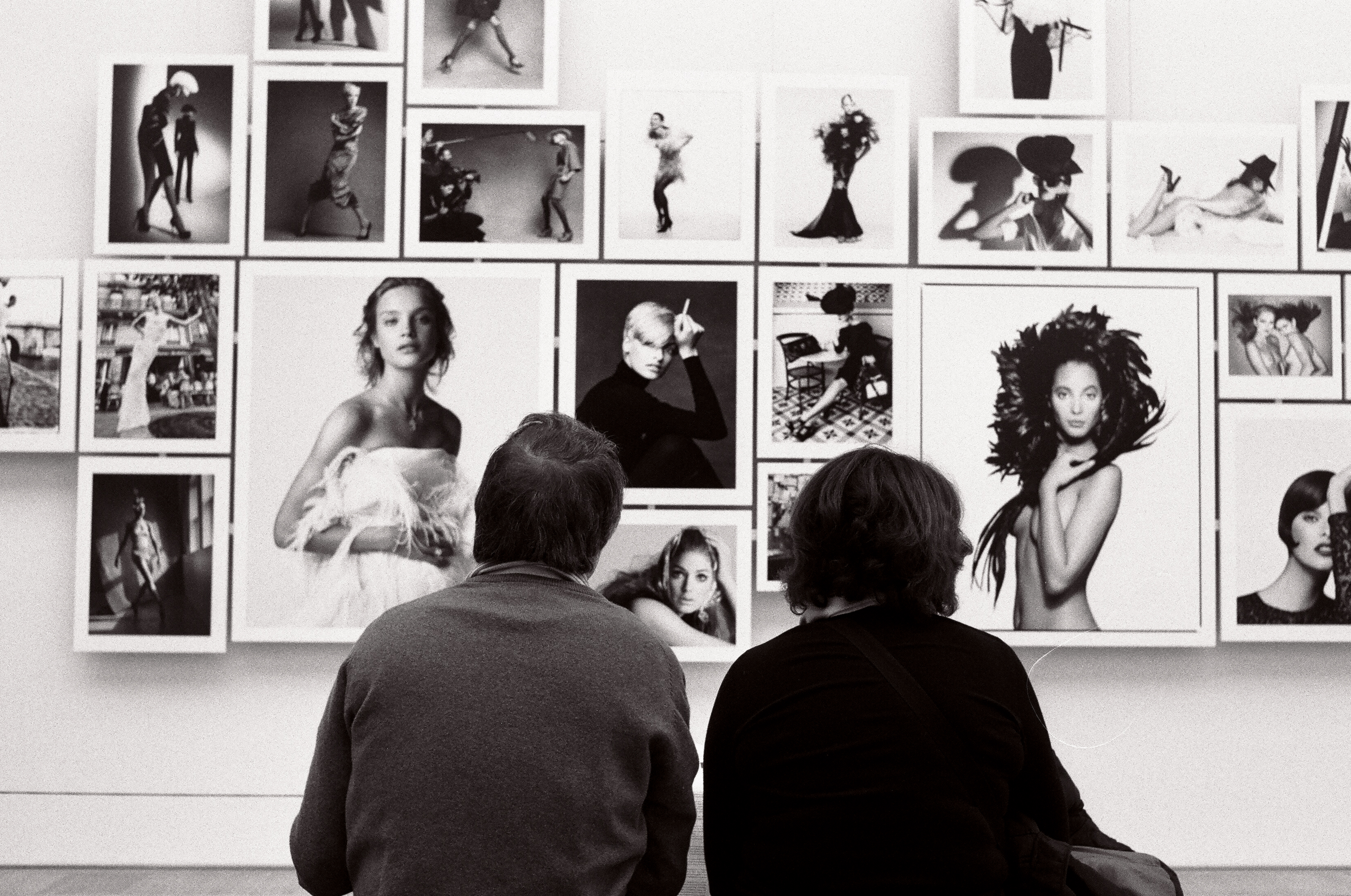
Demarcheliova výstava fotografií v Paříži

Patrick Demarchelier (21. srpna 1943 – 31. března 2022) byl francouzský módní a portrétní fotograf, považovaný za jednoho z nejlepších a nejznámějších módních fotografů.

## Život
| „                      | „Dobrý fotograf vychází z toho, co vidí každý den kolem sebe. Umění je totiž všude kolem nás. Někdy prostě uděláte fotografii, která se dá nazývat uměním a jindy zase ne. | “ |
| — Patrick Demarchelier | |   |

Narodil se v blízkosti Paříže v roce 1943, dětství prožil v Le Havre se svou matkou a čtyřmi bratry. Po sedmnáctých narozeninách dostal od nevlastního otce svůj první fotoaparát Eastman Kodak. Demarchelier se naučil jak vyvolat film, retušovat negativy a začal portrétovat své přátele a svatby.
Roku 1975 odešel se svou přítelkyní z Paříže do New Yorku. Tam začal působit jako fotograf módy na volné noze. Díky tomu objevil svět fotografie, kde se učil a spolupracoval s takovými jmény jako byli Henri Cartier-Bresson, Terry King nebo Jacque Guilbert. Netrvalo dlouho a jeho práce přitáhla pozornost známých magazínů Elle, Marie Claire nebo 20 Ans. Později začal pracovat pro Vogue a Harper's Bazaar, ale až v září 1992 začala jejich 12letá spolupráce. Žil od roku 1975 v New Yorku, oženil se Miou a narodili se jim dvojčata. Na konci 70. let fotografoval obálky pro téměř všechny významné módní časopisy, včetně amerického, britského a pařížského Vogue. Také pracoval na obálce magazínu Rolling Stone, Glamour, Life, Newsweek, Elle nebo aMademoiselle. Fotografoval mnoho mezinárodních reklamních kampaní, včetně šamponu Farrah Fawcett v roce 1978, panenky Brooke Shields v roce 1982, Ralph Lauren, Cutty Sark, Calvin Klein, Talisa Soto, Giorgio Armani, Chanel, Gap, Gianni Versace, L'Oréal, Elizabeth Arden, Revlon, Lancôme, Gianfranco Ferré, Dior, Louis Vuitton, Celine, TAG Heuer, Yves Saint Laurent nebo Lacoste.
Byl také hlavním fotografem knihy On Your Own (Na vlastní pěst), průvodce životního stylu a krásy psaný pro mladé ženy vydané firmou Brooke Shieldsová. Od roku 1992 pracoval pro Harper's Bazaar jako jeho hlavní fotograf. Demarchelier roku 2005 získal zakázku na Kalendář Pirelli. V průběhu let jeho kariéra katapultovala ke spolupráci s nejlepší make-upovými umělci jako jsou například Laura Mercier, Jason Marks nebo Pat McGrath.
Demarchelier je zmiňován ve filmu Ďábel nosí Pradu z roku 2006, když se "dračí dáma" Miranda Priestly (Meryl Streepová) ptá Andy (Anne Hathawayová) po jejím prvním dnu v práci: "Už to Demarchelier potvrdil?", opouštějíc ji naprosto zmatenou. První asistentka Emily (Emily Bluntová) s klidem vstoupí do děje a říká "Mám Patricka". Toto hlášení se ve filmu objevuje dvakrát.
V roce 2007 mu francouzská ministryně kultury Christine Albanel udělila Řád umění a literatury (Officier).
Mezi jeho nejznámější fotografie patří například: Christy Turlington, New York, 1992, Nadja Auermann, Paříž, 1994, Nadja, New York, 1995.
Spolupracoval také s českými modelkami Terezou Maxovou a Veronikou Vařekovou.
Ke konci života pobýval převážně v New Yorku se svou ženou Miou a jejich dvěma dětmi.
Zemřel 31. března 2022 ve věku 78 let.

## Knihy
Fotografie Patricka Demarcheliera se kromě výstav objevily i v jeho knihách: Patrick Demarchelier Fashion Photography (1989), Photographs (1995), Exposing Elegance (1997) a Forms (2000).

## Galerie

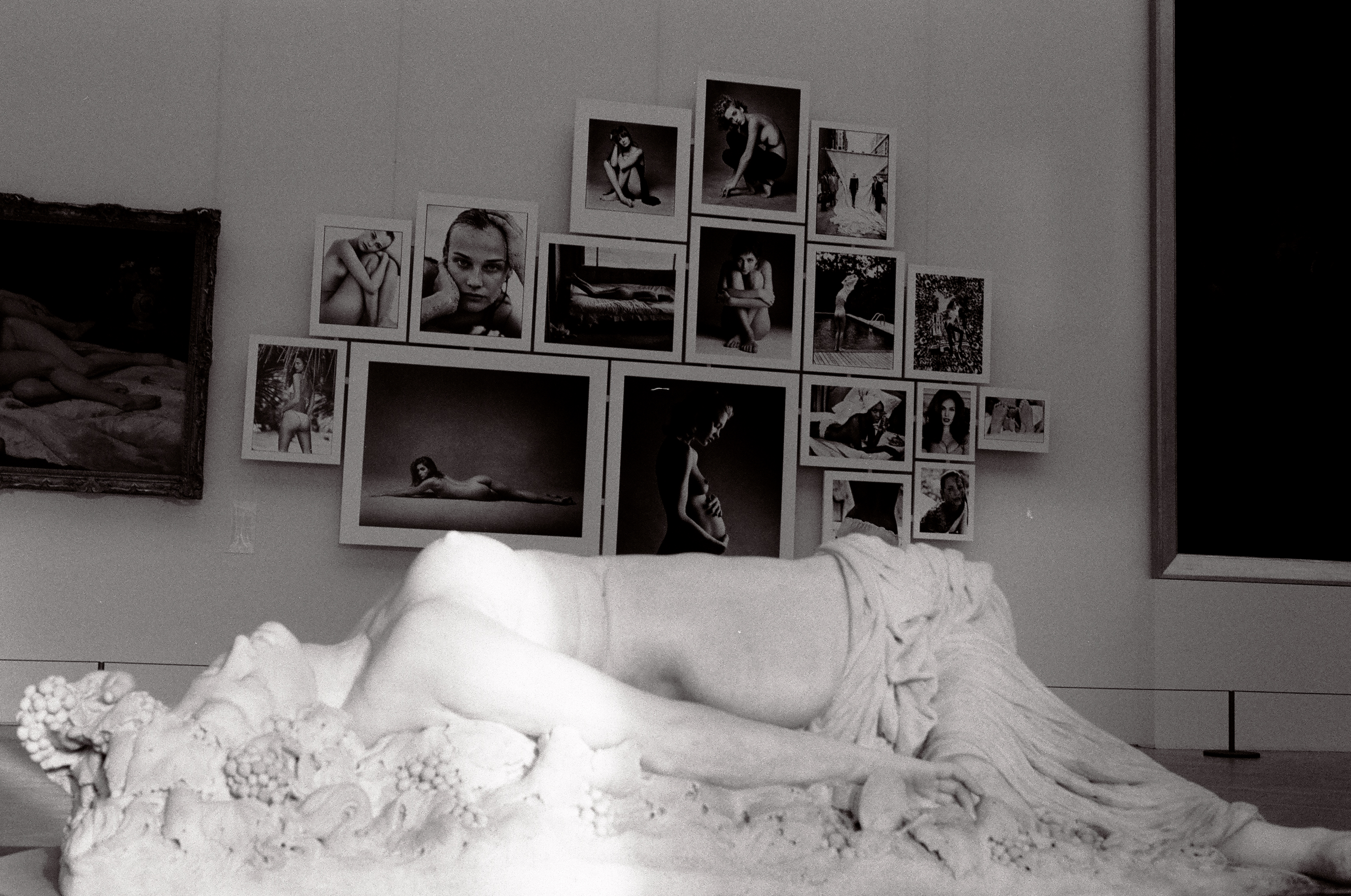
Výstava
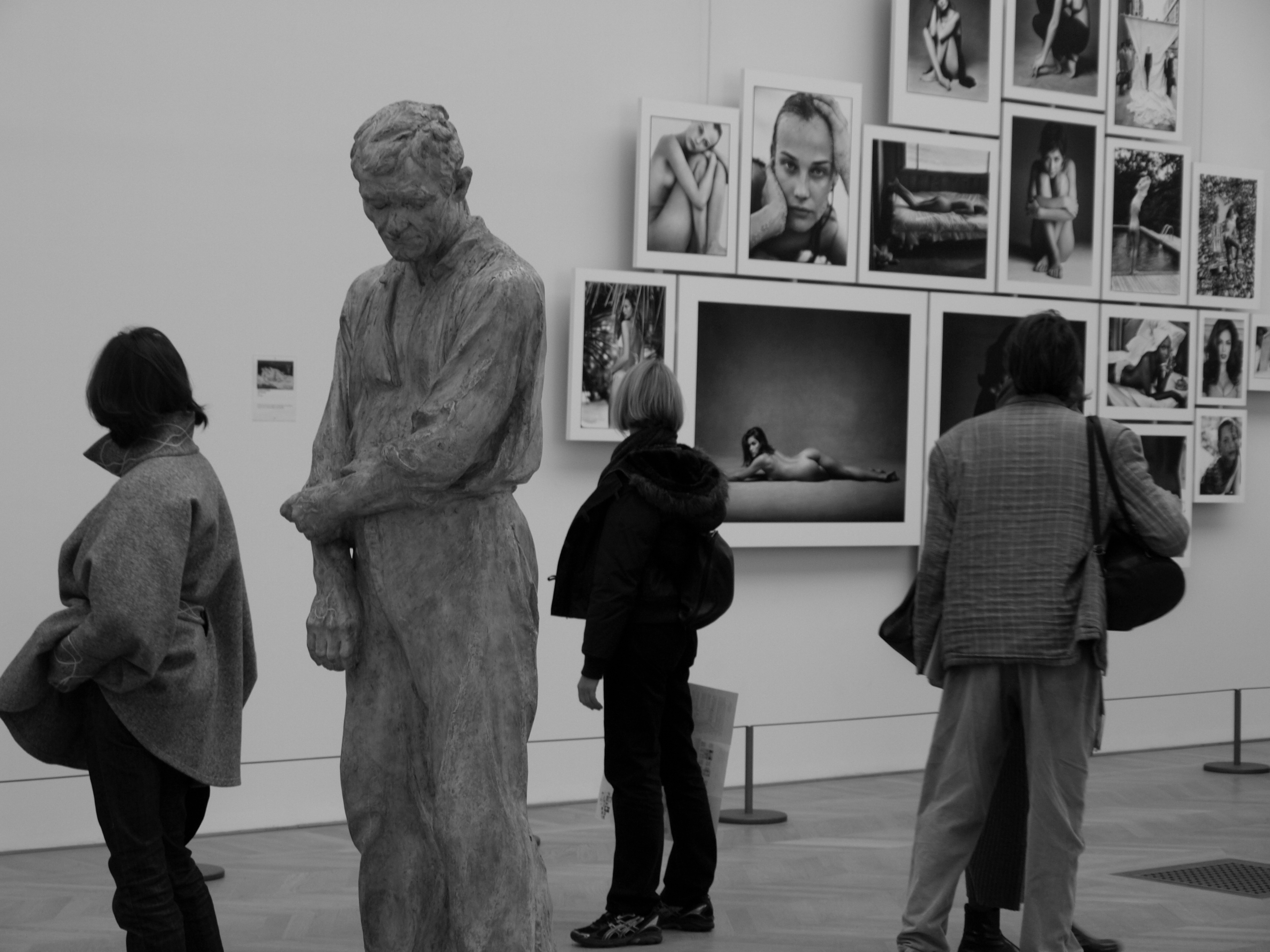
Paris Expo Petit Palais